# 乙黑拓斗
乙黑拓斗（日语：／ Otoguro Takuto，1998年12月13日—），山梨县出身，日本男子摔跤运动员。他曾代表日本参加2020年夏季奥林匹克运动会摔跤比赛，获得男子自由式65公斤级金牌。